# Balajti-patak
A Balajti-patak Borsod-Abaúj-Zemplén vármegyében, Balajttól keletre, mintegy 170 méteres tengerszint feletti magasságban ered. A patak forrásától kezdve délnyugati irányban halad, majd Edelény éri el a Bódva folyót.

## Part menti települések
- Balajt
- Edelény